# Mariolein Sabarte Belacortu

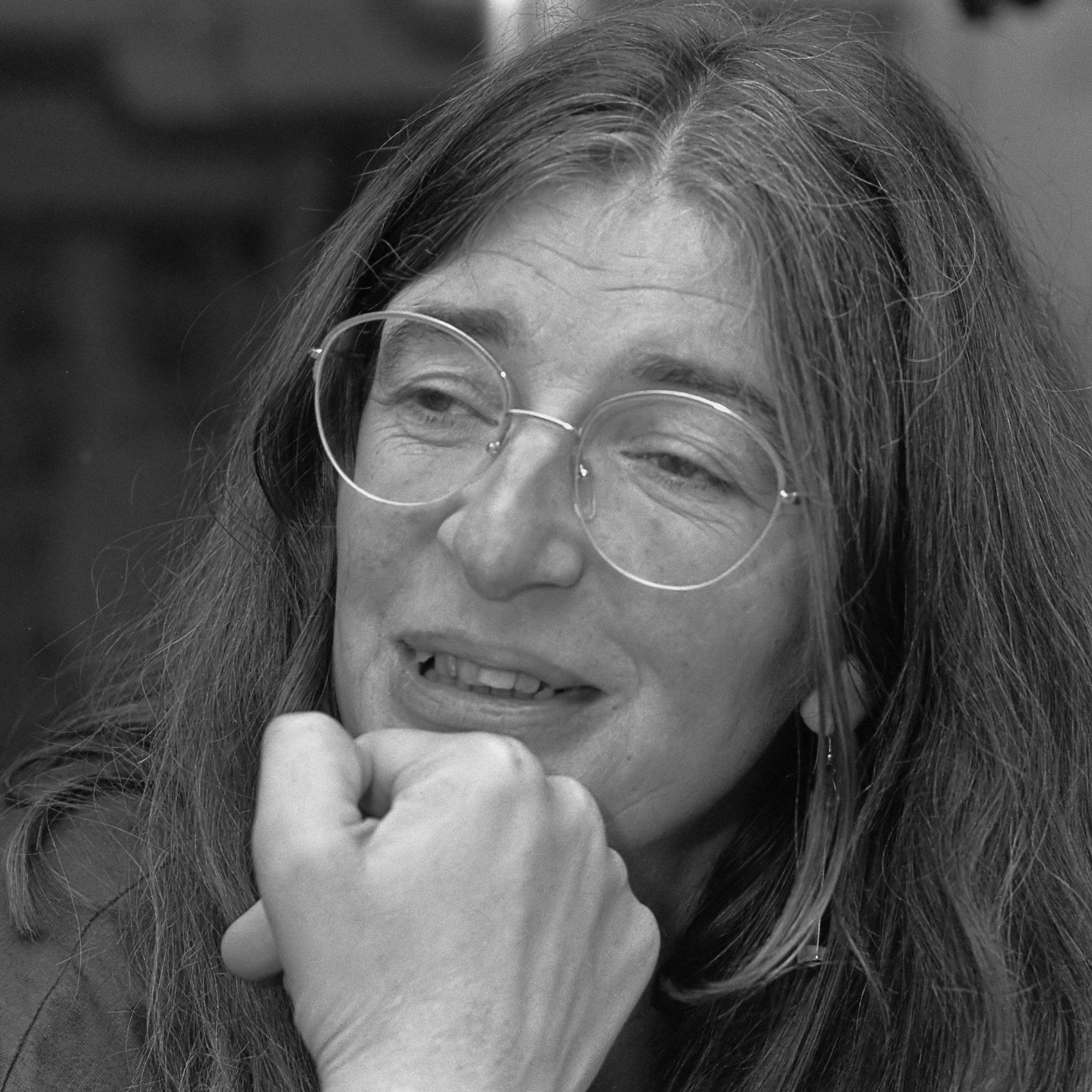
Mariolein Sabarte Belacortu (1988)

Mariolein Sabarte Belacortu (1944) is een Nederlands vertaalster van Spaanse literatuur.

## Biografie
Sabarte Belacortu groeide op in Wageningen. Haar moeder was Nederlandse, haar vader was Baskisch en werkte aan de landbouwhogeschool. Er kwamen in haar ouderlijk huis uitwisselingsstudenten uit Spanje en Latijns-Amerika. Sabarte raakte daardoor gefascineerd door het accent en de melodie van het Spaans.
Sabarte Belacortu studeerde Spaanse Taal- en Letterkunde aan de Universiteit van Amsterdam. Tussen 1969 en 2010 vertaalde ze meer dan zeventig titels uit Spanje en vooral Zuid-Amerika. Ze ontsloot vrijwel alle grote namen uit de Latijns-Amerikaanse literatuur: Julio Cortázar, Mario Vargas Llosa, Carlos Fuentes en Gabriel García Márquez. Ook vertaalde ze werk van Jorge Luis Borges, José María Arguedas, Juan Rulfo en Juan Carlos Onetti.
Voor Poetry International vertaalde ze sinds 1990 dichters van diverse pluimage. Ze introduceerde in het Nederlands taalgebied het werk van de Argentijnse dichter Roberto Juarroz.
In 1997 ontving Sabarte Belacortu de eerste Meulenhoff Vertalersprijs ‘voor haar jarenlange inzet ten behoeve van de Latijns-Amerikaanse literatuur’. Voor haar hele vertaaloeuvre kreeg ze in 2010 de vertaalprijs van het Nederlands Letterenfonds.

## Nevenfuncties
Naast haar werk als vertaler werkte Sabarte bij de poëziewerkgroep van het Centrum voor Chileense Cultuur, aan de Nacht van de Poëzie en aan Poetry International. Van 1990 t/m 1994 was zij bestuurslid van het Fonds voor de Letteren. Zij was ook jurylid van verschillende prijzen: Literaire Prijs Dirk Hartog (1988), Charlotte Köhler Stipendium (1992) en Meulenhoff Vertalersprijs (1999), C. Buddingh’-prijs voor nieuwe Nederlandse poëzie (2000 en 2010).
Zij schreef verschillende artikelen over Spaanstalige schrijvers.

### Vertalingen
- Guillermo Arriaga, Nachtbuffel[3], 2006 (Sp.: El búfalo de la noche, 2002).
- Camilo José Cela, Mrs. Caldwell spreekt met haar zoon, 1970 (Sp.: Mrs. Caldwell habla con su hijo, 1953).
- Julio Cortázar: 62-bouwdoos, 1974 (Sp.: 62-modelo para armar, 1968).
- Adolfo Bioy Casares, Morels uitvinding, 1975 (Sp.: La invención de Morel, 1940).
- Eduardo Galeano, De aderlating van een continent: vijf eeuwen economische exploitatie van Latijns-Amerika, 1976 (Sp.: Las venas abiertas de América Latina, 1971).
- Mario Vargas Llosa, Het groene huis, 1976 (Sp.: La casa verde, 1965).
- Gabriel García Márquez, De herfst van de patriarch, 1976 (Sp.: El otoño del patriarca, 1975).
- Jorge Luis Borges, Het verslag van Brodie, 1979 (Sp.: El informe de Brodie, 1970).
- José María Arguedas, De diepe rivieren, 1980 (Sp.: Los ríos profundos, 1958).
- Mario Vargas Llosa, De oorlog van het einde van de wereld, 1984 (Sp.: La guerra del fin del mundo, 1981).
- Gabriel García Márquez, Liefde in tijden van cholera, 1986 (Sp.: El amor en los tiempos del cólera, 1985).
- Idem, Kroniek van een aangekondigde dood, 1987
- Félix de Azúa, Dagboek van een vernederd man, 1990 (Sp.: Diario de un hombre humillado, 1987).
- Carlos Fuentes, De campagne, 1992 (Sp.: La campaña, 1990).
- Roberto Juarroz, Verticale poëzie 1958-1988, 1993 (vert. van een keuze uit de bundels Poesía vertical).
- Roberto Arlt, De zeven gekken, 1993 (Sp.: Los siete locos).
- Belén Gopegui, De schaal van de kaart, 1995 (Sp.: La escala de los mapas, 1993).
- Ignacio Padilla, Amphitryon, 2001 (Sp.: Amphitryon, 2000).
- Jorge Semprún, Twintig jaar en een dag, 2005 (Sp.: Veinte años y un día, 2003).
- Gabriel García Márquez, Herinnering aan mijn droeve hoeren, 2004 (Sp.: Memoria de mis putas tristes, 2004).
- Juan Carlos Onetti, Het korte leven, 2006 (Sp.: La vida breve, 1950).
- Elizabeth Supercaseaux, Een week in oktober, 2008 (Sp.: Una semana de octubre, 2008).
- Claudia Piñeiro, Het kwaad van Elena, 2010 (Sp.: Elena, 2007).
- Gabriel García Márquez, Honderd jaar eenzaamheid, 2017 (Sp.: Cien años de soledad, 1967), eerder vertaald door Kees van den Broek[4]